# Banco Bilbao Vizcaya Argentaria

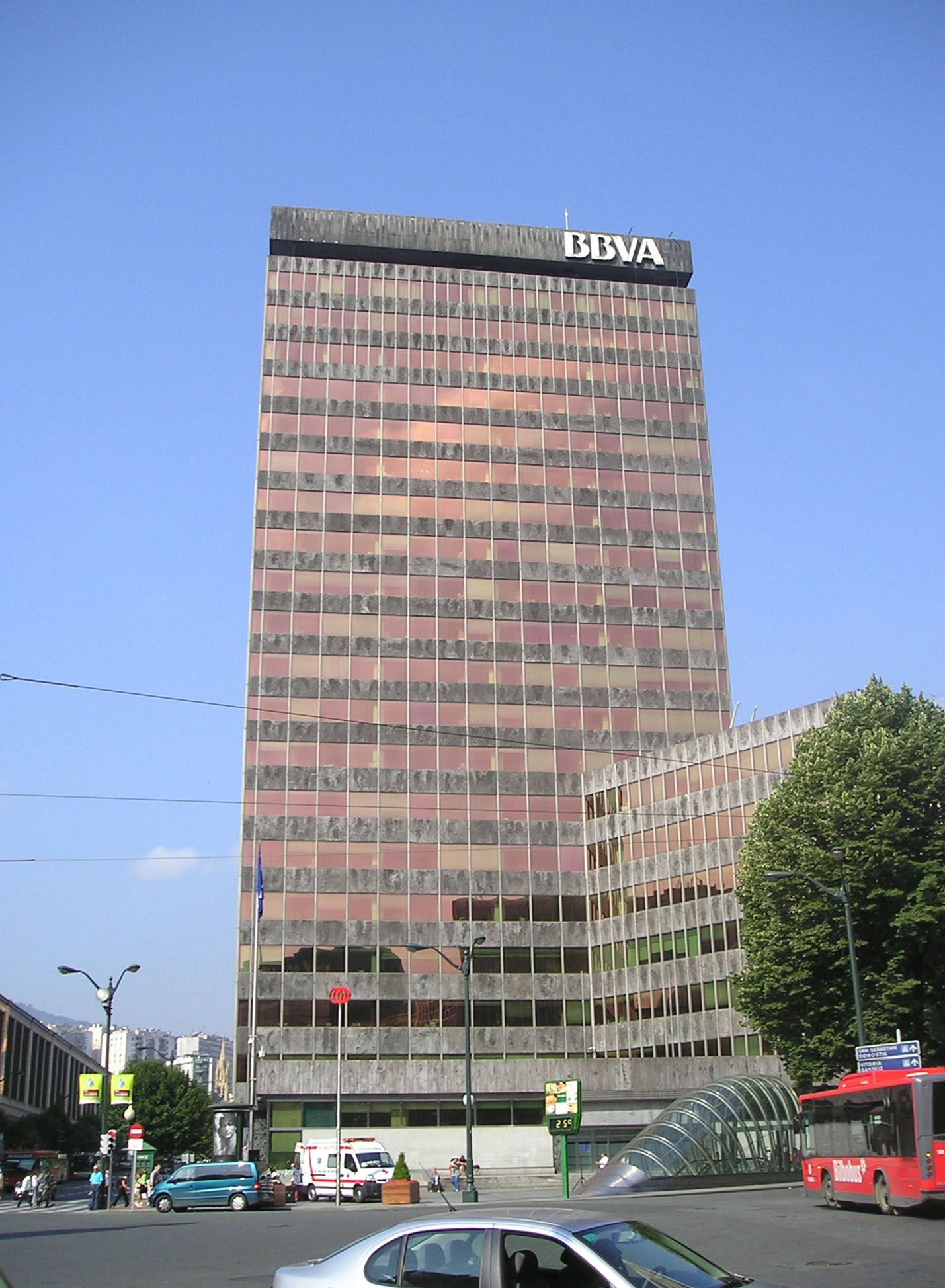
Oficines del BBVA a la Plaza Circular de Bilbao.

Banco Bilbao Vizcaya Argentaria (BBVA) (NYSE BBV, BMAD BBVA, BVPASA BBV) és una entitat bancària amb seu social a la ciutat de Bilbao (País Basc). Agrupa un conjunt d'empreses de serveis financers que opera en més d'una trentena de països. És un dels majors bancs de la península Ibèrica i Llatinoamèrica. El banc posseïx prop de 95.000 empleats, així com uns 35 milions de clients repartits arreu del món.

## Història
El BBVA, creat el 1999, agrupa a diverses entitats bancàries que van operar durant anys a Espanya i que més tard es van fusionar. BBVA és un grup multinacional de serveis financers format per 109.000 empleats, 35 milions de clients i 1 milió d'accionistes de 32 països.
L'entitat es va formar després de la fusió dels següents bancs:
- Banco Bilbao Vizcaya (BBV), creat el 1988 mitjançant la fusió de:
  - Banco de Bilbao, fundat el 1857 mercè el suport de la Junta de Comercio de Bilbao.
  - Banco de Vizcaya, fundat el 1901, també a Bilbao.
- Argentaria (Corporación Bancaria de España), entitat pública fundada el 1991 i privatitzada entre 1993 i 1998, formada amb la fusió de diversos bancs de propietat pública, entre ells:
  - Banco Exterior de España.
  - Caja Postal de Ahorros.
  - Banco Hipotecario.

Des de la temporada 2006-2007 el banc patrocina i dona nom (Liga BBVA i més tard Liga Adelante) a la Segona Divisió A del futbol espanyol i temporades després, patrocinà també la Primera Divisió.
En febrer de 2007 el BBVA anuncià la compra del banc estatunidenc Compass Bancshares per 9.600 milions de dòlars, i el seu pla de fusionar les quatre entitats bancàries per a crear l'entitat més gran del sud del país.
El març de 2012 el BBVA adquirí Unnim, entitat sorgida de la fusió de tres caixes d'estalvi catalanes, la qual va passar a formar part del seu grup, sota denominació "Unnim Grup BBVA" entre aquesta data i el maig del 2013, quan es va eliminar la marca Unnim i es van unificar tots els serveis i oficines (fet que va provocar nombrosos tancaments) sota la marca unica BBVA.
Una situació similar ha viscut CatalunyaCaixa, que va ser adquirida l'abril de 2015 i ença aquella data i fins al setembre del 2016 ha operat sota denominació "Catalunya Caixa Grup BBVA". A partir de la integració viscuda, es repeteix el procés que va viure Unnim, amb l'única diferència que en el cas de Catalunya Caixa (una marca molt més arrelada en el territori), la direcció de BBVA va decidir mantenir, provisionalment, la denominació BBVA CX en algunes oficines a Catalunya. Aquesta va quedar definitivament eliminada a mitjans/finals de l'any 2019, moment en el qual es produí el canvi d'imatge corporativa de l'entitat.
El 2019, BBVA va admetre que cobrà per error per clàusules sòl que no estaven presents en el contracte signat amb els clients en les seues hipoteques. Va ser obligat a tornar els diners, que sumaven fins a 100 milions.
El 24 d'abril de 2019, es va anunciar que unificaria la seva marca comercial (BBVA) a tots els mercats en que operava, així com el llençament d'un nou logo. Garanti, la franquicia turca del grup, canviaria la seva marca a Garanti BBVA.
El 16 de novembre de 2020, BBVA anuncià la venda del seu negoci a Estats Units per 9.700 mil.lions d'euros al banc PNC. Està previst que la venda es tanqui a mitjans de 2021. Aquest mateix dia va confirmar negociacions per una possible fusió Banc Sabadell. El 27 de novembre, ambdues entitats anunciaren la ruptura de les negociacions. En maig de 2024 el BBVA va rebutjar una nova oferta d'absorció del BBVA i el rebuig fou contestat amb Oferta pública d'adquisició hostil, àmpliament rebutjada pels partits polítics, immersos en la campanya per les eleccions al Parlament de Catalunya de 2024, i el 30 d'abril de 2025 la Comissió Nacional dels Mercats i la Competència va autoritzar l'operació, amb condicions.

## Redisseny del logotip de BBVA
Al 24 d’abril de 2019 l'empresa BBVA va comunicar el redisseny del seu logotip junt amb el nou posicionament de l'empresa dins del mercat a través d’una reunió interna i  presencial transmesa en directe per la seva web amb 126.000 col·laboradors, entre ells Carlos Torres Vila i el conseller delegat, Onur Genç. Segons el banc, aquesta actualització de la marca gràfica es donava a terme a causa de la seva unificació global amb la intenció de voler transmetre millor nova la realitat de l'empresa, cada cop més global i digital, mostrant el seu compromís amb la innovació i la modernització.
L’objectiu de l'empresa bancaria durant el procés de redisseny era seguir tres passos ben marcats per aconseguir representar els seus nous valors de la forma més clara i professional possible. Aquestes tres fases es basaven en la necessitat de sentir el canvi com una revolució i no una evolució, en la importància de desenvolupar BBVA en lloc de treballar amb un altre símbol diferent i per acabar en aconseguir el propòsit de tenir la capacitat per projectar l’atribut d’oportunitat orientat cap al públic dels països on opera el grup bancari, fent referència al progrés, la millora i el desenvolupament de la nova era digital.
Aquest canvi d’identitat es va basar en l'eliminació de les designacions locals d’Argentina (Banc francès), EE.UU. (Compass), Perú (Continental) i Mèxic (Bancomer), on operava el banc, les quals acompanyaven a les sigles BBVA en el logotip. Dins l’aspecte gràfic, es conserven els colors característics blanc i blau de la marca. A més aquest nou redisseny aconsegueix donar un sentit simbòlic a les lletres V i A, les quals representen dues fletxes o els caràcters informàtics que fan referència al món digital.
Després del procés de rebranding, les quatre sigles BBVA, serien les noves i úniques lletres representatives de la marca, per així representar aquesta consolidació i unificació global de l'empresa bancaria convertint el logotip en un de nou més mecànic amb un caràcter més tipogràfic, menys decoratiu i més simplificat. 

## Patrocinis
BBVA es va convertir en 2010 en el 'banc oficial' de la lliga de bàsquet més important del món després de signar un acord a llarg termini amb la National Basketball Association (NBA). L'acord signat amb l'NBA inclou la lliga femenina i l'NBA Development League tant als Estats Units com a Espanya. 

## Filials

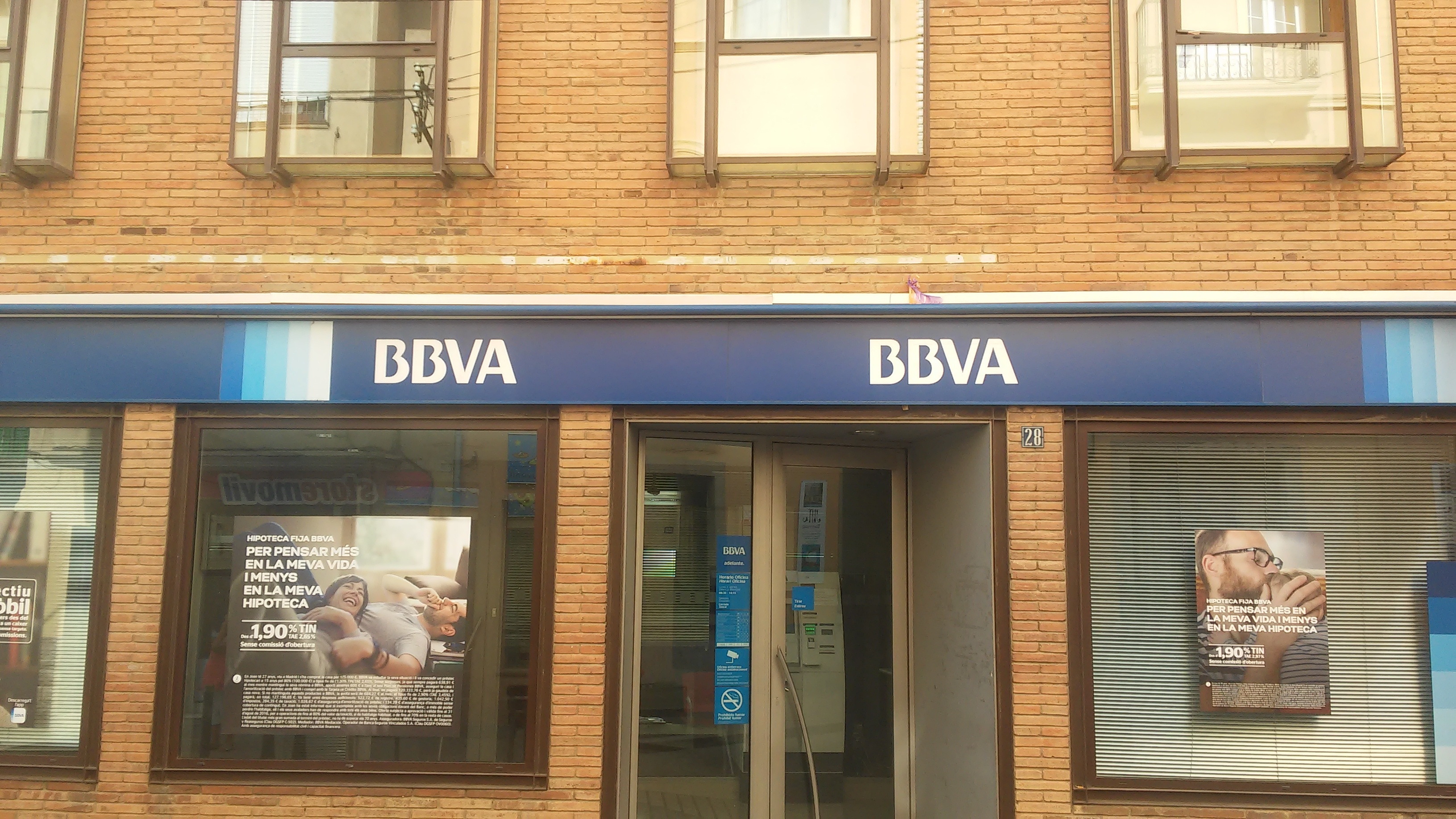
Oficina del BBVA a la Garriga

- Uno-e Bank (Banca per internet)
- BBVA Banco Francés (a Argentina)

BBVA Consolidar (Argentina)
- BBVA Prevision AFP (Bolívia)
- BBVA Brasil (Brasil)
- BBVA Bélgica (Bèlgica)
- BBVA Banco BHIF (Xile)
- BBVA Provida AFP (Xile)
- BBVA Colombia (Colòmbia)
- BBVA Horizonte AFP (Colòmbia)
- BBVA España (Espanya)
- BBVA Francia (França)
- BBVA Hong Kong (Hong Kong)
- BBVA Bancomer (Mèxic)
- BBVA Panamá AFORE (Panamà)
- BBVA Banco Paraguay (Paraguai)
- BBVA Banco Continental (Perú)
- BBVA Banco Provincial (Veneçuela)

## Crítiques

### Comptes opacs
La filial de BBVA a Suïssa va ser sancionada l'any 2015 amb 9,1 milions d'euros, ja que segons el Departament de Justícia dels Estats Units el banc mantenia comptes i fons opacs de contribuents nord-americans.

### Informació defectuosa
El banc va ser sancionat l'any 2015 amb 200.000 euros per la Comissió Nacional del Mercat de Valors, ja que segons el regulador espanyol va comunicar de manera defectuosa i reiterada les operacions executades sobre instruments financers.

### Cas Villarejo
El president Francisco Gónzalez va haver de deixar l'entitat el 31/12/2018 assetjat per la imputació en l'anomenat cas Villarejo. El seu substitut va ser Carlos Torres.